# 크리티컬 패스 분석법

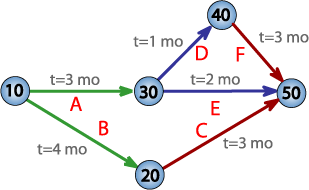
5개의 지점(10에서 50)과 6개의 활동(A에서 F)의 프로젝트를 나타낸 퍼트 그림이다. 이 프로젝트는 두 개의 최장 경로를 가지고 있다: 활동 B와 C, 또 A, D, F – 이로써 빠른 추적에 최소 7개월이라는 프로젝트 시간이 걸린다.

임계 경로 분석법, 최장 경로 분석법(critical path analysis 또는 critical path method, CPM)은 일련의 사업 활동 일정을 짜기 위한 수학적인 알고리즘이다. 처음부터 끝까지 프로젝트를 완수하는데 드는 시간을 측정하고 가장 긴 의존 활동을 식별함으로써 결정된다. 효과적인 프로젝트 관리에 중요한 도구이기도 하다.
PERT/Time의 계획단계에서 공사기간 단축이 요구되는 때가 있다. 이 경우는 애로공정상의 어떤 작업을 계획기간 안에 급히 완성해야 하며, 작업자의 노무비·기계설비비 등을 초과 투입할 필요가 있다. CPM은 이와 같은 경우 최소의 비용증가로 공사기간을 단축하려 하는 방법으로 각 작업의 시간당 비용증가율을 비교하여 선형계획법(線型計劃法) 등을 이용, 목적을 달성한다.

## 역사
이 분석법은 1950년대에 듀폰트(Dupont)사가 개발하였다. 또, 이 시기에 제너럴 다이내믹스와 미국 해군이 퍼트(Program Evaluation and Review Technique)를 개발하고 있었다. 오늘날 이것은 건축, 소프트웨어 개발, 연구 프로젝트, 제품 개발, 공학을 비롯한 일반적으로 모든 형태의 프로젝트에 쓰인다. 상호 활동을 하는 모든 프로젝트는 이러한 일정 방식을 적용할 수 있다.

## 같이 보기
- 간트 차트
- 퍼트
- 프로젝트
- 프로젝트 관리

## 더 읽어보기
- Project Management Institute (2003). 《A Guide To The Project Management Body Of Knowledge》 3판. Project Management Institute. ISBN 1-930699-45-X.
- Klastorin, Ted (2003). 《Project Management: Tools and Trade-offs》 3판. Wiley. ISBN 978-0471413844.
- Heerkens, Gary (2001). 《Project Management (The Briefcase Book Series)》. McGraw–Hill. ISBN 0-07-137952-5.
- Kerzner, Harold (2003). 《Project Management: A Systems Approach to Planning, Scheduling, and Controlling》 8판. ISBN 0-471-22577-0.
- Lewis, James (2002). 《Fundamentals of Project Management》 2판. American Management Association. ISBN 0-8144-7132-3.
- Lev Virine & Michael Trumper (2007). 《Project Decisions: The Art and Science》. Management Concepts. ISBN 978-1567262179. |title=에 외부 링크가 있음 (도움말)
- Milosevic, Dragan Z. (2003). 《Project Management ToolBox: Tools and Techniques for the Practicing Project Manager》. Wiley. ISBN 978-0471208228.
- Woolf, Murray B. (2007). 《Faster Construction Projects with CPM Scheduling》. McGraw Hill. ISBN 978-0071486606.